# Larinioides suspicax
Larinioides suspicax is een spinnensoort uit de familie wielwebspinnen. Deze spin komt voor in Europa tot Centraal-Azië. De soort werd in 1876 wetenschappelijk beschreven.